# Bauer Győző
Bauer Győző (Érsekújvár, 1942. május 31. – Somorja, 2018. május 12.) szlovákiai magyar orvos, farmakológus, diplomata.

## Életpályája
Az általános iskolát Magyarbélen végezte, majd 1959-ben a galántai magyar gimnáziumban érettségizett. 1965-ben a pozsonyi Comenius Egyetem Orvostudományi Karán szerzett orvosi oklevelet.  
1966-1972 között a Csehszlovák Tudományos Akadémia Prágai Farmakológiai Intézetében dolgozott, 1972-től a Szlovák Tudományos Akadémia Pozsonyi Kísérleti Gyógyszerkutató Intézet tudományos munkatársa, majd 1990-1998 között igazgatója volt.  
1990-ben a Szlovák Nemzeti Tanács képviselőjévé választották. 1991–1996 között a Csemadok országos választmányának elnöke, majd 2003-2007 között Szlovákia törökországi nagykövete volt. 
2018. május 12-én Somorján hunyt el 76 évesen.

## Munkássága
Kutatási területe a neurofarmakológia volt, nevéhez több, nemzetközileg is elismert tudományos eredmény fűződik. Számos tudományos dolgozata, illetve ismeretterjesztő cikke jelent meg. 1987-től az Szlovák Tudományos Akadémia levelező, 1998-tól rendes tagja, a Magyar Tudományos Akadémia külső tagja volt. 
A tudomány mellett a felvidéki magyarság sorskérdéseinek is mindig kiemelt figyelmet szentelt, kezdeményezője volt a Selye János Egyetemért Alapítványnak is.

## Főbb munkái
- Farmakológia zažívacieho traktu (1988)
- Az oxidatív stressz és az antioxidánsok hatása a simaizomszövetre. Székfoglaló előadások a Magyar Tudományos Akadémián (2000)

## Díjai, kitüntetései
- Klement Gottwald Állami Díj (1987)
- A Magyar Köztársaság Elnökének Aranyérme (2000)
- Pribina-kereszt II. fokozata (2001)
- A Magyar Köztársasági Érdemrend középkeresztje (2001)
- Kemény Zsigmond-díj (2003)
- Arany János-díj (életműdíj tudományos munkásságáért, 2008)